# Orly Levy
Orly Levy, hebrejsky אורלי לוי‎, též Orly Levy Abekasis, אורלי לוי-אבקסיס‎ (narozena 11. listopadu 1973), je izraelská politička a poslankyně Knesetu za stranu Gešer.

## Biografie
Narodila se 11. listopadu 1973 v Izraeli. Získala vysokoškolské vzdělání právního směru na Interdisciplinary Center v Herzliji. Žije ve vesnici Mesilot, je vdaná, má tři děti. Hovoří hebrejsky a anglicky. Je dcerou Davida Levyho, bývalého ministra zahraničních věcí, a sestrou poslance strany Likud Jackie Levyho.

## Politická dráha
Do Knesetu nastoupila po volbách roku 2009, ve kterých kandidovala za stranu Jisra'el bejtenu. Po roce 2009 zastávala post místopředsedkyně parlamentu. Je členkou parlamentního výboru pro práva dětí, výboru práce a sociálních věcí a zdravotnictví. Poslanecký mandát obhájila ve volbách roku 2013 a volbách roku 2015.
Když se poprvé stala poslankyní, patřila spíše k mediálním celebritám, ale brzy si získala respekt jako jedna z nejaktivnějších členů Knesetu.